# Државни пут 439
Државни пут IIБ реда 439 је локални пут у јужној Србији који повезује долину Власине са Стрезимировцима.

## Траса пута
| \| \| \| \| Везе \| \| -- \| ------------- \| \| ------------- \| \| 0 \| Састав Река \| \| Власотинце \| \| 24 \| Стрезимировци \| \| Стрезимировци \| |               |  |               |
| |               |  | Везе          |
| 0 | Састав Река   |  | Власотинце    |
| 24 | Стрезимировци |  | Стрезимировци |